# سيدني إيفانز (لاعب كرة قدم)
سيدني إيفانز (بالإنجليزية: Sidney Evans)‏ (1893 في المملكة المتحدة - ) هو لاعب كرة قدم بريطاني (وحمل سابقاً جنسية المملكة المتحدة لبريطانيا العظمى وأيرلندا) في مركز الهجوم. لعب مع كارديف سيتي ومانشستر يونايتد وPontypridd A.F.C. ‏.